# سنگ محک

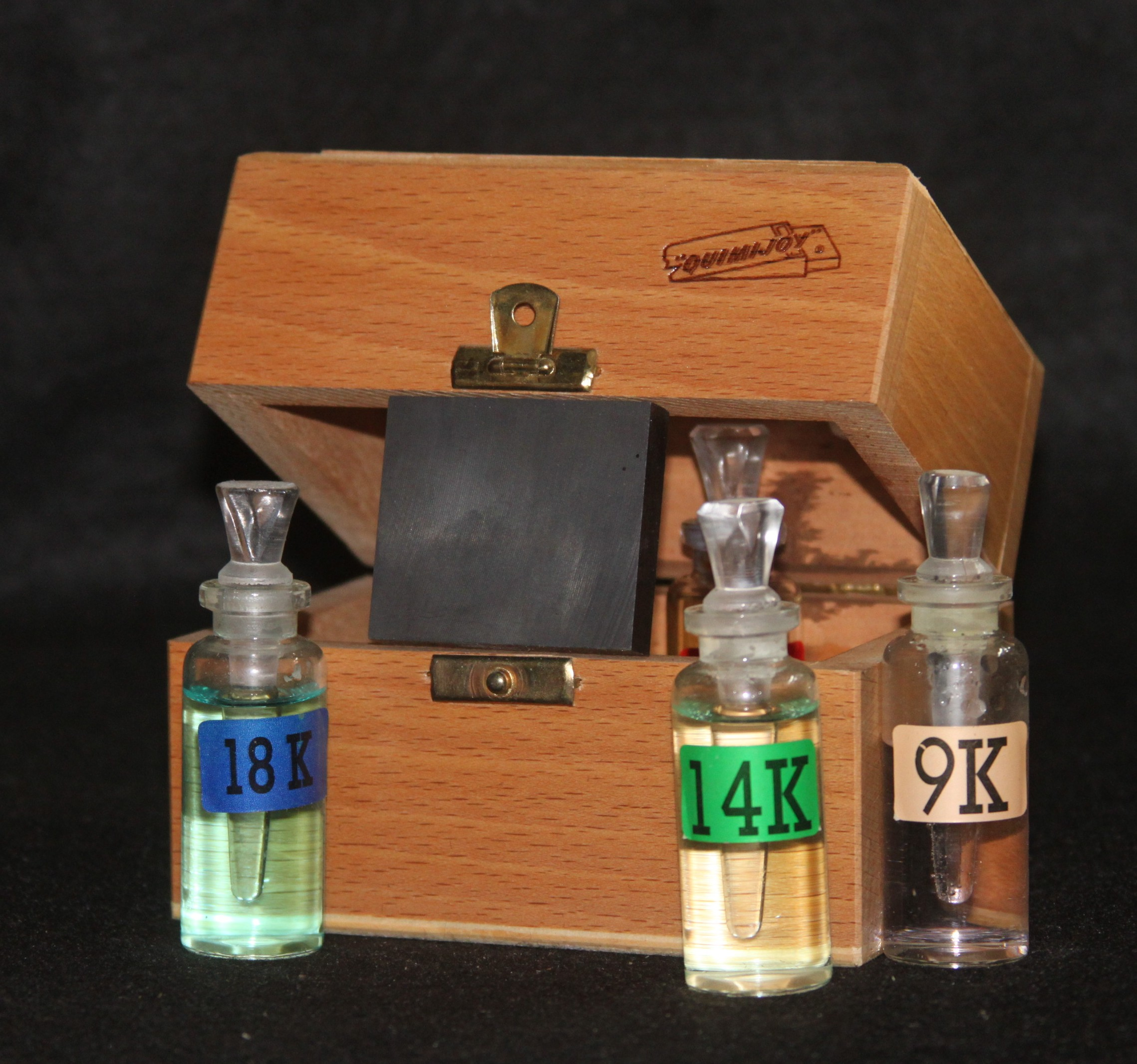
سنگ محک

سنگ محک نوعی سنگِ نرم و لطیف و مانند لیدیت است که برای سنجش آلیاژهای فلزات گرانبها استفاده می‌شود. دارای سطح دانه ریز است که فلزات نرم اثری قابل مشاهده بر روی آن باقی می‌گذارند.

## تاریخ
سنگ محک حدوداً در دوره هاراپا در تمدن دره سند مورد استفاده قرار گرفته‌است. ۲۶۰۰–۱۹۰۰ قبل از میلاد برای آزمایش خلوص فلزات نرم. در یونان باستان نیز استفاده می‌شد.
سنگ محک این امکان را به هر کسی می‌داد تا خلوص یک نمونه فلزی را به راحتی و به سرعت تشخیص دهد. این به نوبه خود منجر به پذیرش گسترده طلا به عنوان استاندارد مبادله شد. اگرچه اختلاط طلا با مواد ارزان‌تر در ضرب سکه رایج بود، اما با استفاده از سنگ محک می‌توان به راحتی مقدار طلا را در سکه تعیین کرد و از این طریق ارزش ذاتی آن را محاسبه کرد.

## عمل
کشیدن خطی با طلا بر روی سنگ محک اثری قابل رویت از خود به جای می‌گذارد. از آنجایی که آلیاژهای مختلف طلا رنگ‌های متفاوتی دارند (به طلا مراجعه کنید)، نمونه ناشناخته را می‌توان با نمونه‌هایی با خلوص شناخته شده مقایسه کرد. این روش از زمان‌های قدیم استفاده می‌شده‌است. در دوران مدرن، آزمایش‌های دیگری را می‌توان انجام داد. ردیابی به روش‌های مختلف به غلظت‌های خاصی از اسید نیتریک یا آکوا رژیا واکنش نشان می‌دهد و در نتیجه کیفیت طلا را مشخص می‌کند: طلای ۲۴ عیار تحت تأثیر قرار نمی‌گیرد اما طلای ۱۴ عیار فعالیت شیمیایی نشان می‌دهد.